# Poštová banka
Poštová banka (Post Bank) ist eine universelle Handelsbank in der Slowakei und wurde am 31. Dezember 1992 gegründet. Diese Bank wird durch die Kooperation mit der Slovenská pošta, a.s. (Slowakischen Post) auf dem Markt unterstützt und gehört zu 90 % der J&T Finance Group an. Die finanzielle Gruppe der Poštová banka umfasst die Poisťovňa Poštovej banky (ein Versicherungsunternehmen) und die Prvá penzijná správcovská spoločnosť (eine Aktienverwaltungsgesellschaft). Der Gewinn betrug im Jahr 2014 67,6 Millionen Euro.

## Einlagensicherung
Als Mitglied der Einlagensicherung ist das slowakische Kreditinstitut verpflichtet, unter der Richtlinie 2009/14/EG alle Einlagen bis 100.000 Euro vollständig in der Slowakei abzusichern.